# بنیادآباد (یولاخ)
بنیادآباد (به لاتین: Bünyadabad یا ینی چوبان‌کره Yeni Çobankərə) منطقه‌ای مسکونی در جمهوری آذربایجان است که در شهرستان یولاخ واقع شده است.